# (4612) Greenstein
(4612) Greenstein es un asteroide perteneciente al cinturón de asteroides, descubierto el 2 de mayo de 1989 por Eleanor F. Helin desde el Observatorio del Monte Palomar, Estados Unidos.

## Designación y nombre
Designado provisionalmente como 1989 JG. Fue nombrado Greenstein en honor a Jesse Greenstein experto en espectroscopia estelar habiendo realizado múltiples descubrimientos de estrellas de baja luminosidad, enanas blancas, composiciones químicas estelares y la evolución estelar.

## Características orbitales
Greenstein está situado a una distancia media del Sol de 2,556 ua, pudiendo alejarse hasta 2,911 ua y acercarse hasta 2,201 ua. Su excentricidad es 0,138 y la inclinación orbital 9,613 grados. Emplea 1493 días en completar una órbita alrededor del Sol.

## Características físicas
La magnitud absoluta de Greenstein es 12,8. Tiene 7,674 km de diámetro y su albedo se estima en 0,228.